# Volta a Burgos 2011
La Volta a Burgos 2011, 33a edició de la Volta a Burgos, és una competició ciclista per etapes que es disputà entre el 3 i el 7 d'agost de 2011 sobre un recorregut de 646,3 km, repartits entre 5 etapes, tres de mitja muntanya, una d'alta muntanya i una contrarellotge per equips.
El vencedor fou el català Joaquim Rodríguez, de l'equip Team Katusha, per davant del seu company d'equip Daniel Moreno i Juan José Cobo (Geox-TMC).
Rodríguez també guanyà la classificació de la regularitat, mentre que la de muntanya anà a mans del basc Mikel Landa (Euskaltel–Euskadi), Kenny de Ketele (Topsport Vlaanderen-Mercator) s'endugué la classificació de les metes volants i l'Euskaltel–Euskadi la classificació per equips.

## Equips participants
En aquesta edició hi prendran part 15 equips: els dos espanyols de categoria UCI ProTour (Movistar Team i Euskaltel-Euskadi); els 3 de categoria Professional Continental (Andalucía Caja Granada, Geox-TMC i Caja Rural); i els 2 de categoria Continental (Orbea Continental i Burgos 2016-Castilla y León). Vuit equips estrangers completaren els participants: el ProTour Team Katusha; i els Professionales Continentals del Colombia es Pasión-Café de Colombia, FDJ, Saur-Sojasun, Topsport Vlaanderen-Mercator, Acqua & Sapone, Androni Giocattoli-C.I.P.I. i Skil-Shimano.
D'aquesta manera es formà un gran grup de 119 ciclistes, amb 8 corredors cada equip, excepte el FDJ que sortí amb 7), dels quals 88 acabaren la cursa.

## Etapes
| Etapa    | Data      | Recorregut                                        | Km            | Guanyador         | Líder             |
| -------- | --------- | ------------------------------------------------- | ------------- | ----------------- | ----------------- |
| 1ª etapa | 3 d'agost | Villarcayo - Miranda de Ebro (San Juan del Monte) | 174 km        | Samuel Sánchez    | Samuel Sánchez    |
| 2ª etapa | 4 d'agost | Burgos - Burgos (Castell)                         | 142 km        | Joaquim Rodríguez | Joaquim Rodríguez |
| 3ª etapa | 5 d'agost | Pradoluengo - Belorado                            | 11,3 km (CRE) | Movistar          | Joaquim Rodríguez |
| 4ª etapa | 6 d'agost | Roa - Clunia                                      | 164 km        | Daniel Moreno     | Joaquim Rodríguez |
| 5ª etapa | 7 d'agost | Vilviestre del Pinar - Lagunas de Neila           | 155 km        | Mikel Landa       | Joaquim Rodríguez |

## Classificacions finals

### Classificació general
|                | Ciclista           | Equip             | Temps       |
| -------------- | ------------------ | ----------------- | ----------- |
| Mallot violeta | Joaquim Rodríguez  | Team Katusha      | 15h 12' 34" |
| 2              | Daniel Moreno      | Team Katusha      | + 36"       |
| 3              | Juan José Cobo     | Geox-TMC          | + 45"       |
| 4              | Samuel Sánchez     | Euskaltel–Euskadi | + 1' 23"    |
| 5              | Fabrice Jeandesboz | Saur-Sojasun      | + 1' 52"    |
| 6              | David López        | Movistar Team     | + 1' 58"    |
| 7              | Pablo Lastras      | Movistar Team     | + 2' 06"    |
| 8              | Igor Antón         | Euskaltel–Euskadi | + 2' 25"    |
| 9              | Sergio Pardilla    | Movistar Team     | + 2' 34"    |
| 10             | Mikel Nieve        | Euskaltel–Euskadi | + 2' 55"    |

|                       | Ciclista          | Equip             | Punts |
| --------------------- | ----------------- | ----------------- | ----- |
| Mallot de la muntanya | Mikel Landa       | Euskaltel–Euskadi | 45    |
| 2                     | Samuel Sánchez    | Euskaltel–Euskadi | 42    |
| 3                     | Joaquim Rodríguez | Team Katusha      | 39    |

|             | Ciclista          | Equip             | Punts |
| ----------- | ----------------- | ----------------- | ----- |
| Mallot verd | Joaquim Rodríguez | Team Katusha      | 78    |
| 2           | Samuel Sánchez    | Euskaltel–Euskadi | 70    |
| 3           | Daniel Moreno     | Team Katusha      | 62    |

|             | Ciclista          | Equip                        | Temps |
| ----------- | ----------------- | ---------------------------- | ----- |
| Mallot blau | Kenny de Ketele   | Topsport Vlaanderen-Mercator | 15    |
| 2           | Etienne Tortelier | Saur-Sojasun                 | 6     |
| 3           | Cyril Bessy       | Saur-Sojasun                 | 5     |

|                          | Equip             | Temps       |
| ------------------------ | ----------------- | ----------- |
| Classificació per equips | Euskaltel–Euskadi | 45h 21' 07" |
| 2                        | Movistar Team     | + 2' 37"    |
| 3                        | Team Katusha      | + 4' 00"    |

## Evolució de les classificacions
| Etapa (Vencedor)             | Classificació general | Classificació de la muntanya | Classificació per punts | Classificació de les metes volants | Classificació per equips |
| ---------------------------- | --------------------- | ---------------------------- | ----------------------- | ---------------------------------- | ------------------------ |
| 1ª etapa (Samuel Sánchez)    | Samuel Sánchez        | Jose Luis Roldán             | Samuel Sánchez          | Kenny de Ketele                    | Movistar Team            |
| 2ª etapa (Joaquim Rodríguez) | Joaquim Rodríguez     | Joaquim Rodríguez            | Joaquim Rodríguez       | Kenny de Ketele                    | Movistar Team            |
| 3ª etapa (Movistar Team)     | Joaquim Rodríguez     | Joaquim Rodríguez            | Joaquim Rodríguez       | Kenny de Ketele                    | Movistar Team            |
| 4ª etapa (Daniel Moreno)     | Joaquim Rodríguez     | Joaquim Rodríguez            | Joaquim Rodríguez       | Kenny de Ketele                    | Movistar Team            |
| 5ª etapa (Mikel Landa)       | Joaquim Rodríguez     | Mikel Landa                  | Joaquim Rodríguez       | Kenny de Ketele                    | Euskaltel–Euskadi        |
| Final                        | Joaquim Rodríguez     | Mikel Landa                  | Joaquim Rodríguez       | Kenny de Ketele                    | Euskaltel–Euskadi        |